# St. Nikolaus (Stetten an der Donau)

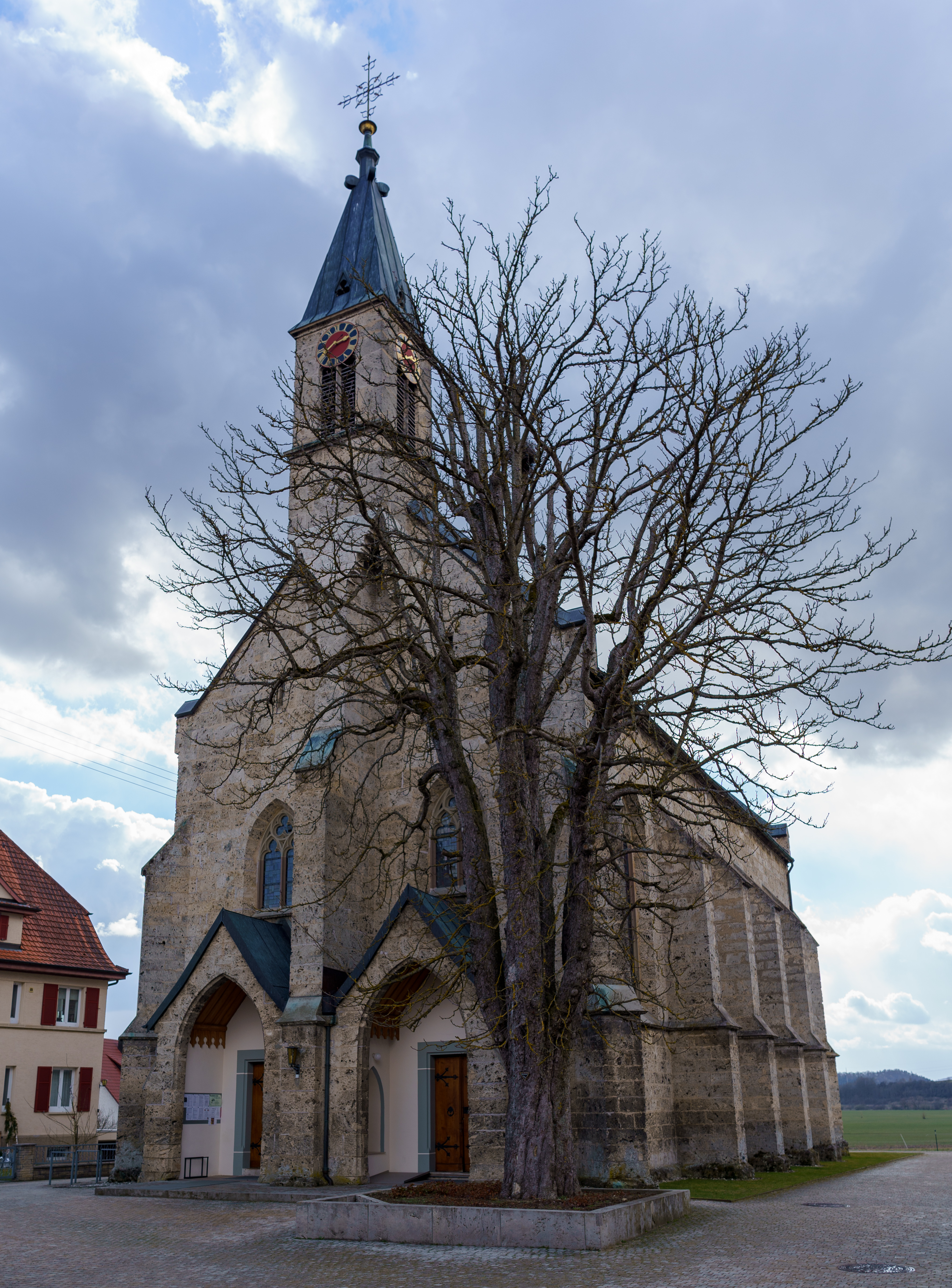
St. Nikolaus

Die römisch-katholische Pfarrkirche St. Nikolaus steht in Stetten, einem Ortsteil der Stadt Mühlheim an der Donau im Landkreis Tuttlingen in Baden-Württemberg. Die Pfarrei gehört zum Dekanat Tuttlingen-Spaichingen in der Diözese Rottenburg-Stuttgart.

## Geschichte und Ausstattung
Die Kirche St. Nikolaus geht auf eine 1492 durch Friedrich VIII. von Enzberg gestiftete Kapelle zurück.
Nachdem nach langem Ringen Stetten 1843 einen eigenen Pfarrer erhalten hatte und die alte Nikolauskapelle zu klein geworden war, wurde  zwischen 1864 und 1866 eine neue Pfarrkirche am Westrand des Dorfes errichtet. Die Pläne für die neugotische Kirche stammen von Friedrich von Schmidt, Erbauer war der damalige Rottenburger Baurat Georg von Morlok. Am 28. Juni 1867 wurde die neue Kirche durch den Rottenburger Bischof Josef von Lipp zu Ehren des heiligen Nikolaus geweiht.
Die alte Nikolauskapelle stand zunächst leer, wurde dann zum Schulhaus umgebaut und dient heute als Rathaus.
Die Kirche besteht aus einem mit Spitztonne gewölbten Langhaus und Dachreiter. Der Innenraum ist mit neugotischen Altarbildern von Josef Winter ausgestattet. Das linke Seitenschiff wird von einer kreuzgewölbten Kapelle begleitet. Der Chor ist polygonal geschlossen. Am Choreingang befinden sich Figuren des heiligen Sebastian und des heiligen Rochus aus dem 16. Jahrhundert.
Die Pfarrkirche wurde in den Jahren 1972 und 1995 gründlich renoviert.